# Madonna col Bambino tra le sante Caterina e Maria Maddalena

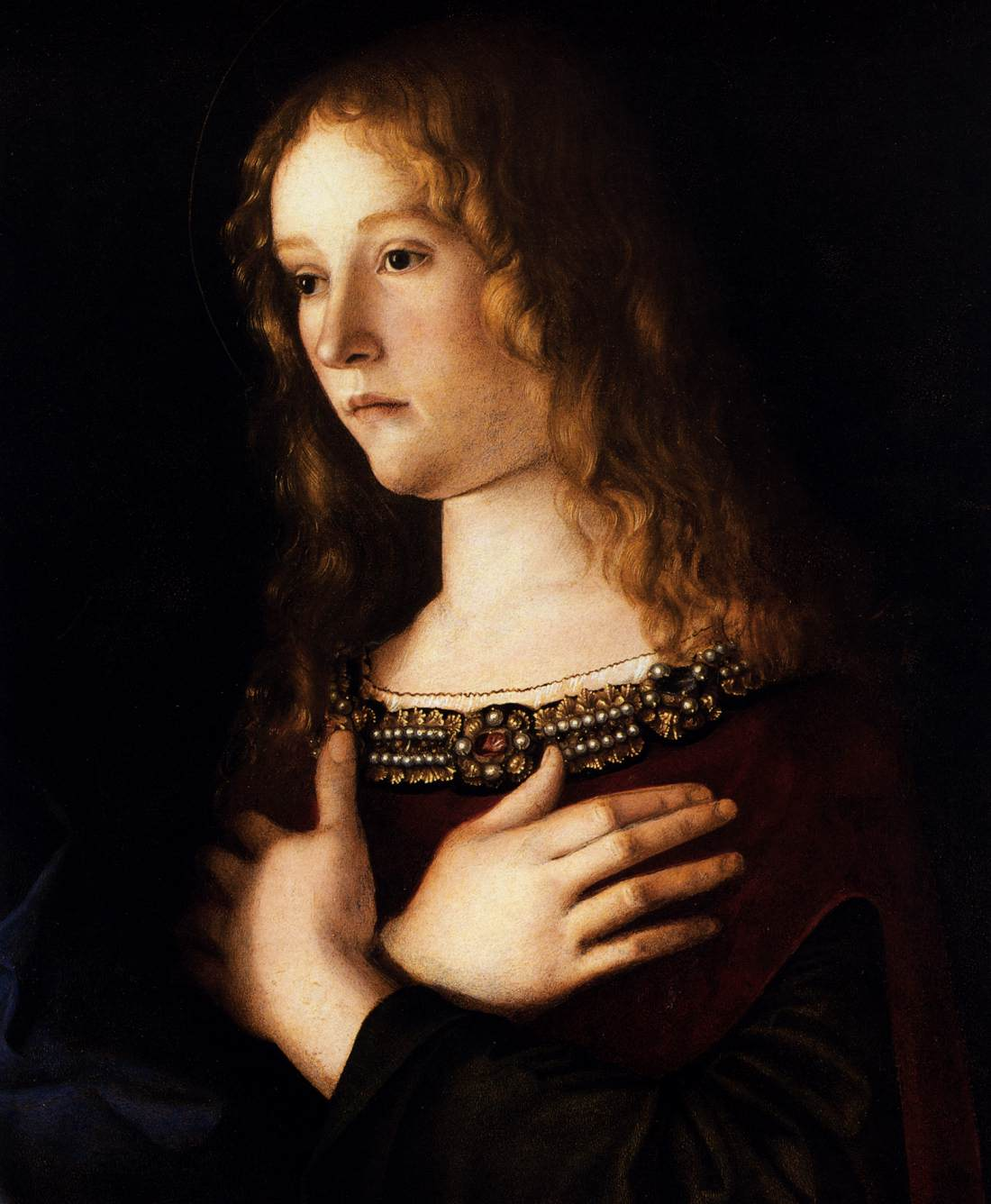
La Maddalena

La Madonna col Bambino tra le sante Caterina e Maria Maddalena (Sacra conversazione) è un dipinto olio su tavola (58x107 cm) di Giovanni Bellini, databile al 1490 circa e conservato nelle Gallerie dell'Accademia a Venezia.

## Storia
Il dipinto si trovava anticamente nelle Collezioni Renier a Venezia. Viene in genere datato di poco posteriore alla Pala Barbarigo. La composizione ebbe un notevole successo, testimoniato da numerose repliche e varianti, in gran parte dovute alla bottega o solo parzialmente autografe, tra cui spiccano le sacre conversazioni di Urbino e della Pierpoint Morgan Library di New York.

## Descrizione
La tavola rappresenta la Vergine Maria nelle tradizionali vesti blu e rosse, nell'atto di sorreggere il Bambin Gesù, seduto su un cuscino bianco e con lo sguardo rivolto verso l'alto. A sinistra si trova santa Caterina d'Alessandria, con un'elaborata acconciatura che ricorda quella dell'imperatrice romana Faustina maggiore, vestita d'un drappo rosso, a mani giunte e rivolta verso il Bambino, in atto di preghiera, mentre a destra, con i capelli sciolti e lo sguardo devotamente assorto, è posizionata Maria Maddalena, anch'essa rivolta verso il Bambino, con le mani incrociate sul petto.

## Stile
L'opera, che ha un parallelo con una Sacra conversazione al Prado probabilmente pure autografa, segna una maturazione nello stile dell'artista legata a una stesura del colore sfumata, alla Leonardo da Vinci. La luce cade di lato, avanzando morbidamente sulle vesti e sugli incarnati delle sante, in un'atmosfera silente e assorta, evidenziata dall'innovativo sfondo scuro, privo di qualsiasi connotazione. La composizione è simmetrica, come in tutte le sacre conversazioni di Giovanni, e sviluppa l'organizzazione di tipo triangolare importata a Venezia da Antonello da Messina. La profondità è suggerita solo dalle posizioni in tralice delle due sante, che creano una sorta di ali diagonali direzionate sul gruppo sacro centrale.